# Бубакар Баррі
Бубака́р Баррі́ (фр. Boubacar Barry; нар. 30 грудня 1979, Абіджан, Кот-д'Івуар) — івуарійський футболіст. Воротар збірної Кот-д'Івуару.

## Титули і досягнення
- Переможець Кубка африканських націй: 2015
- Срібний призер Кубка африканських націй: 2006, 2012